# Number Thirteen
Number Thirteen és una pel·lícula britànica muda inacabada d'Alfred Hitchcock, la direcció de la qual havia estat començada el 1922. El que es va rodar es considera perdut.

## Repartiment
- Clare Greet
- Ernest Thesiger

## Producció
Number 13 va ser escrit per Anita Ross, una dona que treballava en l'estudi Islington. Va demanar associar-se professionalment amb Charlie Chaplin, segons Hitchcock, en el seu llibre-entrevista amb François Truffaut, Hitchcock/Truffaut (Simon i Schuster, 1967).
Clare Greet es va veure obligada a finançar la producció amb els seus diners propis; abans que ella, l'oncle d'Alfred Hitchcock, John Hitchcock també va proporcionar fons. La generositat de Greet és una cosa que el director mai va oblidar, i va aparèixer en més pel·lícules de Hitchcock que qualsevol altre intèrpret (com Leo G. Carroll, que també va aparèixer en sis pel·lícules de Hitchcock: L'Anell (1927), El Manxman (1929), Assassinat! (1930), L'Home Que va Saber Massa (1934), Sabotatge (1936), i Fonda de Jamaica (1939).